# Aname attenuata
Espèce
Synonymes
- Dolichosternum attenuatum Rainbow & Pulleine, 1918

Aname attenuata est une espèce d'araignées mygalomorphes de la famille des Anamidae.

## Distribution
Cette espèce est endémique du Queensland en Australie. Elle se rencontre d'Eidsvold à Toowoomba et de Dalby à Cooloola.

## Description
La carapace de la femelle holotype mesure 8,9 mm de long sur 5,6 mm et l'abdomen 9,6 mm de long sur 6,6 mm.
Le mâle décrit par Wilson, Harvey, Simmons et Rix en 2025 mesure 16,54 mm et la femelle 19,63 mm.

## Systématique et taxinomie
Cette espèce a été décrite sous le protonyme Dolichosternum attenuatum par Rainbow et Pulleine en 1918. Elle est placée en synonymie avec Aname distincta par Raven en 1981. Elle est relevée de synonymie par Wilson, Harvey, Simmons et Rix en 2025.

## Publication originale
- Rainbow & Pulleine, 1918 : « Australian trap-door spiders. » Records of the Australian Museum, vol. 12, p. 81-169 (texte intégral).